# Podnoszenie ciężarów na Letnich Igrzyskach Olimpijskich 1984
Podnoszenie ciężarów na Letnich Igrzyskach Olimpijskich 1984 w Los Angeles odbyło się w dniach 29 lipca - 8 sierpnia w hali Gersten Pavilion. W zawodach wzięło udział 186 sztangistów (tylko mężczyzn) z 48 krajów. W tabeli medalowej najlepsi okazali się reprezentanci Chin z czterema złotymi i dwoma srebrnymi medalami. Zawody olimpijskie były jednocześnie 58. Mistrzostwami Świata w Podnoszeniu Ciężarów.

## Klasyfikacja medalowa
| Klasyfikacja medalowa | Klasyfikacja medalowa | Klasyfikacja medalowa | Klasyfikacja medalowa | Klasyfikacja medalowa | Klasyfikacja medalowa |
| --------------------- | --------------------- | --------------------- | --------------------- | --------------------- | --------------------- |
| Miejsce               | Reprezentacja         | Złoto                 | Srebro                | Brąz                  | Razem                 |
| 1.                    | Chiny                 | 4                     | 2                     | 0                     | 6                     |
| 2.                    | Rumunia               | 2                     | 5                     | 1                     | 8                     |
| 3.                    | RFN                   | 2                     | 0                     | 1                     | 3                     |
| 4.                    | Australia             | 1                     | 1                     | 0                     | 2                     |
| 5.                    | Włochy                | 1                     | 0                     | 0                     | 1                     |
| 6.                    | Stany Zjednoczone     | 0                     | 1                     | 1                     | 2                     |
| 7.                    | Kanada                | 0                     | 1                     | 0                     | 1                     |
| 8.                    | Japonia               | 0                     | 0                     | 3                     | 3                     |
| 9.                    | Finlandia             | 0                     | 0                     | 2                     | 2                     |
| 10.                   | Chińskie Tajpej       | 0                     | 0                     | 1                     | 1                     |
| 10.                   | Wielka Brytania       | 0                     | 0                     | 1                     | 1                     |

## Medaliści
| Konkurencja                 | Złoto                  | Wynik    | Srebro         | Wynik    | Brąz               | Wynik    |
| Waga musza (-52 kg)         | Zeng Guoqiang          | 235,0 kg | Zhou Peishun   | 235,0 kg | Kazushito Manabe   | 232,5 kg |
| Waga kogucia (-56 kg)       | Wu Shude               | 267,5 kg | Lai Runming    | 265,0 kg | Masahiro Kotaka    | 252,5 kg |
| Waga piórkowa (-60 kg)      | Chen Weiqiang          | 282,5 kg | Gelu Radu      | 280,0 kg | Tsai Wen-yee       | 272,5 kg |
| Waga lekka (-67,5 kg)       | Yao Jingyuan           | 320,0 kg | Andrei Socaci  | 312,5 kg | Jouni Grönman      | 312,5 kg |
| Waga średnia (-75 kg)       | Karl-Heinz Radschinsky | 340,0 kg | Jacques Demers | 335,0 kg | Dragomir Cioroslan | 332,5 kg |
| Waga lekkociężka (-82,5 kg) | Petre Becheru          | 355,0 kg | Robert Kabbas  | 342,5 kg | Ryōji Isaoka       | 340,0 kg |
| Waga półciężka (-90 kg)     | Nicu Vlad              | 392,5 kg | Petre Dumitru  | 360,0 kg | David Mercer       | 352,5 kg |
| I waga ciężka (-100 kg)     | Rolf Milser            | 385,0 kg | Vasile Groapă  | 382,5 kg | Pekka Niemi        | 367,5 kg |
| II waga ciężka (-110 kg)    | Norberto Oberburger    | 390,0 kg | Ștefan Tașnadi | 380,0 kg | Guy Carlton        | 377,5 kg |
| Waga superciężka (+110 kg)  | Dean Lukin             | 412,5 kg | Mario Martinez | 410,0 kg | Manfred Nerlinger  | 397,5 kg |